# Fontana del Moro
Fontana del Moro är en fontän på Piazza Navona i Rione Parione i Rom. Fontänen designades ursprungligen av skulptören Giacomo della Porta och utfördes 1575–1576. Fontänen förses med vatten från Acqua Vergine.

## Beskrivning
Fontänen beställdes av påve Gregorius XIII och designades av Giacomo della Porta. Fontänens tritoner, drakar och maskaroner utfördes av Gillis van den Vliete, Taddeo Landini, Simone Moschini och Giacobbe Silla Longhi. Dessa skulpturer ersattes dock år 1874 med kopior, utförda av Luigi Amici.
Påve Innocentius X uppdrog i mitten av 1600-talet åt Giovanni Lorenzo Bernini att renovera fontänen och rita en centralskulptur; denna skulptur – il Moro ("moren") – utfördes av Giovanni Antonio Mari. Moren, egentligen Neptunus, står på ett stort hjärtmusselskal; mellan hans ben rinner vatten ur munnen på en fisk.

## Bilder
| - Piazza Navona med Fontana del Moro. I bakgrunden Fontana dei Quattro Fiumi. - Il Moro. |

| - Triton. - Maskaron och drakar. - Maskaron med drakar. |